# Chemie Schwarzheide
Die BSG Chemie Schwarzheide ist ein deutscher Fußballverein aus Schwarzheide im Landkreis Oberspreewald-Lausitz. Heimstätte ist die Sportanlage am Seecampus. Das BSG steht nicht wie zu DDR-Zeiten für Betriebssportgemeinschaft, sondern für Ballsportgemeinschaft.

## Verein

Historisches Logo von Grün-Weiß Schwarzheide

Chemie Schwarzheide wurde 1937 im Dritten Reich als Werksmannschaft der BRABAG unter der Bezeichnung BRABAG Schwarzheide gegründet. Sportlich spielte die Mannschaft bis 1945 keine Rolle im höherklassigen Fußball. Entgegen anderen großen Werksvereinen wie der BEWAG Berlin gelang keine Teilnahme an der Gauliga Berlin-Brandenburg.
1945 wurde der Verein aufgelöst und als SG Schwarzheide neu gegründet. 1950 stieg das Synthesewerk Schwarzheide als Trägerbetrieb ein und die Betriebssportgemeinschaft fungierte in der Folgezeit als BSG Chemie Schwarzheide. Auf sportlicher Ebene war Chemie Schwarzheide ab 1952 Gründungsmitglied der drittklassigen Bezirksliga Cottbus. Die Bezirksliga bestritt Schwarzheide anfangs mit durchweg vorderen Tabellenplätzen, scheiterte jedoch am möglichen Aufstieg zur DDR-Liga an Chemie Weißwasser, Fortschritt Cottbus sowie Lok Cottbus. 1957 stiegen die Lausitzer in die neu gegründete drittklassige II. DDR-Liga auf, welche die Brandenburger bis 1960 hielten. 1961 erfolgte nach dem Entscheidungsspiel gegen die zweite Vertretung von Vorwärts Cottbus die erneute Rückkehr. Durch die 1963 veranlasste Auflösung der II. DDR-Liga wurde die BSG aber wieder in den Bezirksligabereich zurückgestuft.
Die Cottbuser Bezirksliga hielt die Chemie noch bis 1972, im Anschluss versank die BSG in der Bedeutungslosigkeit des DDR-Fußballs. 1990 trat der Verein als SG Chemie Schwarzheide auf. 1994 löste sich die Fußballabteilung heraus und trat seitdem in Anlehnung der traditionellen Chemie-Vereinsfarben als FSV Grün-Weiß Schwarzheide an. Im März 2010 wurde die erneute Umbenennung in BSG Chemie Schwarzheide beschlossen, diese erfolgte im Juli 2010 offiziell. Im Sommer 2012 feierte man den Wiederaufstieg in die Landesklasse Süd. Mittlerweile spielt man allerdings in der klassentieferen Kreisoberliga.

## Statistik
- Teilnahme II. DDR-Liga: 1958, 1959, 1960, 1961/62, 1962/63
- Teilnahme FDGB-Pokal: 1959 (2. HR Dynamo Frankfurt, SC Chemie Halle), 1962 (2. HR Stahl Stalinstadt, Motor Süd Brandenburg), 1964 (1. HR Dynamo Dresden)